# Crime + Investigation

Logo von Crime + Investigation HD bis 2024

Crime + Investigation (kurz: C+I) ist der Name eines privaten Pay-TV-Senders, der im deutschsprachigen Raum von A+E Networks Germany betrieben wird. Neben dem deutschsprachigen Sender existieren weltweit auch noch weitere Sender gleichen Namens.
Crime + Investigation firmiert unter der Bezeichnung The History Channel (Germany) GmbH & Co. KG, welche außerdem den Schwestersender History betreibt.

## Allgemeine Informationen
Der Fernsehsender strahlt ein Spartenprogramm aus, welches sich auf wahre Kriminalfälle und Polizeiarbeit (True Crime) spezialisiert hat. Crime + Investigation ist in Deutschland am 29. Juni 2019 gestartet. Der Sender geht aus einer Umbenennung des ehemaligen Pay-TV-Senders A&E Germany hervor.